# Dassault Mirage G
El Dassault Mirage G fue un proyecto de caza de superioridad aérea y avión de ataque de la familia Mirage, con alas de geometría variable, diseñado y construido por la empresa francesa Dassault Aviation.
La serie Mirage G fue desarrollada en dos modelos, el Mirage G4 y el Mirage G8. A pesar de que se fabricaron y de que se realizaron pruebas en vuelo, el programa terminó en los años 1970, sin que la aeronave llegase a entrar en producción.

## Desarrollo
En el año 1964, el Ministerio de Defensa francés realizó una petición para llevar a cabo un programa de desarrollo para una aeronave con alas de geometría variable, que estuviese capacitada para operar tanto desde una pista de aterrizaje como de un portaaviones, debido a los problemas presentados en las aeronaves con configuración de ala en delta, que necesitaban alta velocidad para poder despegar y aterrizar, tenían problemas en los giros cerrados, podían perder sustentación volando a baja altitud operativa y era difícil controlar la nave a baja velocidad. 
En octubre de 1965 se realizó el primer pedido, el prototipo de pruebas estaba equipado con dos motores turbofan Pratt & Whitney/SNECMA TF-306.
Esta aeronave, se denominaría Mirage G, que era básicamente una versión más grande y pesada del Mirage F2 y de diseño bimotor, para ofrecer como una opción de exportación a otros países. Las alas tenían una flecha de 22 grados cuando estaban en la posición de apertura, y de 70 grados cuando estaban en la posición de recogida.

## Diseño

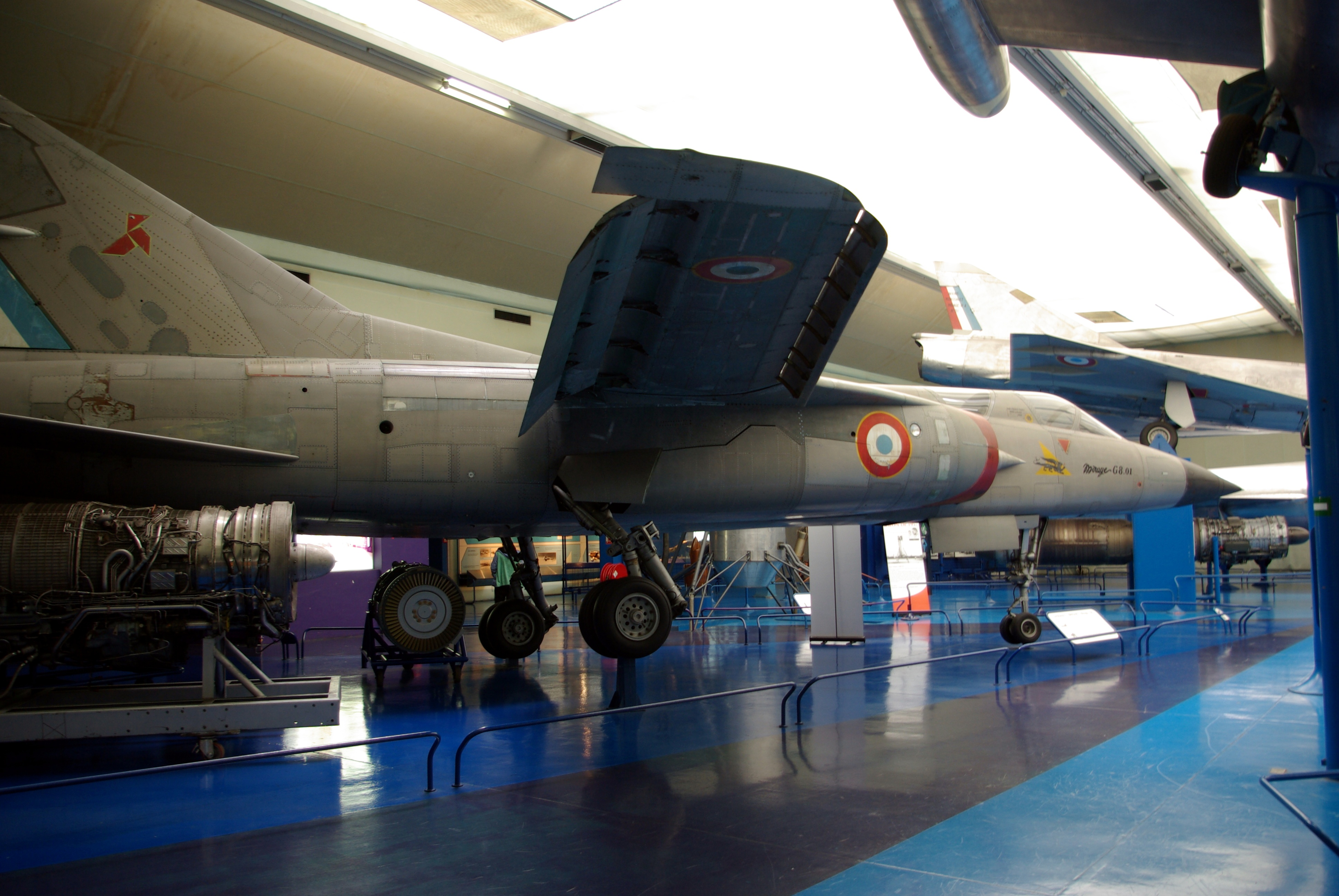
Dassault Mirage G8 exhibido en el Museo del Aire y del Espacio de Le Bourget, Francia

Avión caza pesado, bimotor y de largo alcance, con alas de geometría variable, presentado como un diseño experimental que nunca llegó a ser fabricado en serie, al final Francia se decide por fabricar en serie el nuevo caza Mirage F1 diseñado al mismo tiempo, un caza ligero y monomotor, que al transportar tanques de combustible externo y una sonda de reabastecimiento aéreo de combustible, puede aumentar su alcance operativo y al final se convirtió en un caza polivalente, puede atacar y defender en la misma plataforma de vuelo.

## Variantes

### Mirage G4
La versión básica del Mirage G evolucionó en una versión bimotor y biplaza, más grande y pesada, para misiones de ataque, el Mirage G4, pero que nunca entró en producción en serie, tras la firma de una contrato de desarrollo en 1968 para la construcción de dos aeronaves de pruebas, que volaron antes que el prototipo del avión de alas de geometría variable Panavia Tornado, fabricado en forma conjunta por Inglaterra, Italia y Alemania años después, donde Francia no quería participar para mantener su independencia en el desarrollo de tecnología y la defensa del país. Estaba previsto que estas aeronaves se equipasen con dos turbojets Snecma M53 si entrase en producción.

### Mirage G8
El G4-01 fue redesignado G8-01 y la segunda aeronave, la, G4-02 sería denominada, G8-02. La variante G8 estaba equipada con un radar Thomson-CSF basado en el empleado en el SEPECAT Jaguar y el Dassault Milan.

## Especificaciones

### Características generales
- Tripulación: 1 o 2
- Longitud: 18,80 m
- Envergadura: 

  - Abierto: 15,40 m
  - Recogido: 8,70 m
- Altura: 5,35 m
- Peso vacío: 14.740 kg
- Planta motriz: 2× SNECMA Atar 9K50 .  
  - Empuje con postquemador: 15.800 libras de empuje cada uno.

### Rendimiento
- Velocidad máxima operativa (Vno): 2,2 Mach
- Radio de acción: 420 km
- Alcance en ferry: 3.850 km
- Techo de vuelo: 18.500 m

### Armamento
- Armas de proyectiles: 2 cañones DEFA 30 mm

### Desarrollos relacionados
- Dassault Mirage F1
- Dassault Mirage F2

### Aeronaves similares
- Mikoyan-Gurevich MiG-23
- Panavia Tornado
- F-14 Tomcat